# Isola Malyj Fiskar
L'isola Malyj Fiskar (in russo остров Малый Фискар; in svedese Lilla Fiskär ) è un'isola russa, bagnata dal mar Baltico.
Amministrativamente fa parte del Vyborgskij rajon dell'oblast' di Leningrado, nel Distretto Federale Nordoccidentale.

## Geografia
L'isola è situata nel golfo di Finlandia, nella parte orientale del mar Baltico, a 18 km dal confine russo-finlandese. Distano dalla terraferma, nel punto più vicino (l'estremità meridionale della penisola Portovyj Mys (полуостров Портовый Мыс)), circa 2,4 km.
Malyj Fiskar è un isolotto roccioso di forma allungata orientato in direzione nord-sud; misura circa 460 m di lunghezza e 140 m di larghezza massima nella parte meridionale. L'altezza massima è di 5,5 m s.l.m.
Sempre a sud si trova un faro di forma piramidale a base quadra (14 m²), costruito nel 1909; ha un piano focale a 17 m d'altezza e dà un lampo di diverso colore (bianco, verde o rosso a seconda della direzione) ogni 5 secondi.

### Flora e fauna
Parzialmente ricoperta di alberi, Malyj Fiskar si è conservata nel suo aspetto originale.
Nei periodi di migrazione vi sostano i cigni selvatici, mentre, nel periodo di nidificazione, vi si fermano gabbiani come lo zafferano e varie specie di Alcidae.
L'isola è visitata anche da esemplari di foche grigie.

## Isole adiacenti
Nelle vicinanze di Malyj Fiskar si trovano:
- Isola Tuman (остров Туман), 3 km a nordovest, è un'isola ovale all'imboccatura della baia Čistopol'skaja (бухта Чистопольская), lunga 570 m e larga 150 m. (60°29′58″N 28°02′38″E)
- Isola Oritsaari o Majačnyj (остров Оритсари (Маячный)), 4,2 km circa a nordest, è un'isola a forma di triangolo allungato irregolare; misura 1,2 km di lunghezza e 500 m di larghezza massima. Nella parte meridionale si trova un faro.[11] (60°30′30.5″N 28°09′46″E)
- Isola Podvesel'nyj (остров Подвесельный), 70 m a est di Oritsaari, è un'isola ovale che misura 750 m di lunghezza e 230 m di larghezza massima. (60°30′39″N 28°10′12.5″E)

Più distanti (oltre i 5 km), si trovano le numerose isole che punteggiano la costa nei pressi del confine russo-finlandese, a est di Malyj Fiskar, tra le quali spiccano l'isola Rjabinnik (остров Рябинник), Bol'šoj Pograničnyj (Большой Пограничный), Kozlinyj (остров Козлиный) e l'isola Kopytin (остров Копытин). A sudovest si trova l'arcipelago Bol'šoj Fiskar e 8,5 km a sud c'è il piccolo scoglio Challi (скала Халли). Le isole Berëzovye sono situate invece 15 km a est e sudest.

## Storia
Malyj Fiskar passò dall'impero svedese alla Russia imperiale con il trattato di Nystad del 1721.
Nel 1790, durante la battaglia della baia di Vyborg, un gruppo di navi russe comandate da Pëtr Ivanovič Chanykov e Robert Crown (conosciuto in Russia come Roman Vasil'evič Kroun) condusse un bombardamento contro la flotta svedese portandola a ritirarsi.
Tra il 1920 e il 1940 l'isola è appartenuta alla Finlandia, per poi passare definitivamente alla Russia.